# Vallone Cerasella
Vallone Cerasella este o arie protejată (arie specială de conservare — SAC, sit de importanță comunitară — SCI) din Italia întinsă pe o suprafață de 256 ha, integral pe uscat.

## Localizare
Centrul sitului Vallone Cerasella este situat la coordonatele 38°16′13″N 16°05′48″E / 38.270278°N 16.096667°E.

## Înființare
Situl Vallone Cerasella a fost declarat sit de importanță comunitară în septembrie 1995 pentru a proteja 1 specie de animale. Situl a fost protejat și ca arie specială de conservare în aprilie 2018.

## Biodiversitate
Situată în ecoregiunea mediteraneană, aria protejată conține 5 habitate naturale: Păduri pe pante, grohotișuri și ravene de Tilio-Acerion, Lande oro-mediteraneene cu formațiuni endemice de grozamă, Păduri de Castanea sativa, Păduri de fag din Apenini cu Taxus și Ilex, Păduri de Quercus ilex și Quercus rotundifolia.
La baza desemnării sitului se află o specie protejată de  păsări: silvie de tufiș (Sylvia undata).
Pe lângă speciile protejate, pe teritoriul sitului au mai fost identificate 5 specii de plante, 1 specie de amfibieni, 1 specie de mamifere, 1 specie de reptile.